# La strada solitaria
La strada solitaria o Il cammino solitario (Der Einsame Weg) è un'opera teatrale dello scrittore austriaco Arthur Schnitzler portata al debutto nel 1904.

## Trama
Nella Vienna dell'inizio del XX secolo il pittore Julian Fichtner incontra Gabriella, una sua vecchia amante che aveva abbandonato per continuare con la sua vita indipendente da artista. La donna ha sposato il professor Wegrat, con cui ha avuto due figli ormai adulti, Felix e Johanna. Gabriella è malata e prossima alla morte e confessa ai figli la verità, ossia che Felix in realtà è figlio di Julian. 
Julian decide di provare ad essere un buon padre per Felix, ma ormai il giovane è profondamente legato al padre adottivo. Intanto Johanna si ribella ai desideri della madre e rifiuta il fidanzamento con il giovane dottor Reumann, essendo innamorata di Stephan Von Sala, un amico di famiglia che conosce dall'infanzia. Von Sala tuttavia è gravemente malato e sta morendo; Johanna si suicida perché sa che l'unico modo per stare con lui è nella morta. Colpito dal gesto dell'amata e desideroso di evitare una fine lenta e straziante, anche Von Sala si suicida. Infine anche Wegrat e Julian perdono Gabrielle e rimangono soli a fronteggiare il sentiero solitario verso la vecchiaia. 

## Genesi
Schnitzler scrisse la pièce tra il 1900 e il 1903, rimaneggiando spesso il manoscritto e cambiando più volte il titolo da Junggesellen ad Egoisten, da Einsame Wege a Wege ins Dunkle fino al titolo definitivo di Der Einsame Weg. Nel corso delle stesure Schnitzler ampliò il ruolo di Felix per dare maggior spazio al tormento del giovane e del complicato rapporto con i due padri.

## Debutto
Il dramma ebbe la sua prima al Deutsches Theater di Berlino il 13 febbraio 1904 e fu accolto freddamente dalla critica.